# San José Hidalgo
San José Hidalgo är en ort i Mexiko.   Den ligger i kommunen Santa María Atzompa och delstaten Oaxaca, i den sydöstra delen av landet, 400 km sydost om huvudstaden Mexico City. San José Hidalgo ligger 1 622 meter över havet och antalet invånare är 172.
Terrängen runt San José Hidalgo är kuperad söderut, men norrut är den platt. Runt San José Hidalgo är det mycket tätbefolkat, med 3 494 invånare per kvadratkilometer. Närmaste större samhälle är Oaxaca de Juárez, 9,7 km öster om San José Hidalgo. Trakten runt San José Hidalgo består till största delen av jordbruksmark.